# Germasogia
Germasogia (griechisch Γερμασόγεια) ist eine Stadt, ein östlicher Vorort und eine Gemeinde von Limassol im Bezirk Limassol in der Republik Zypern. Bei der Volkszählung im Jahr 2021 hatte sie 17.329 Einwohner.

## Name
Der Name Germasogia kommt von den Wörtern „heilig“ und „Mesogeia“. Das Wort „heilig“ ist auf die vielen Tempel in der Gegend zurückzuführen. Das Wort „Mesogeia“ ist auf die Nähe des Gebiets zum Meer zurückzuführen.

## Lage und Umgebung

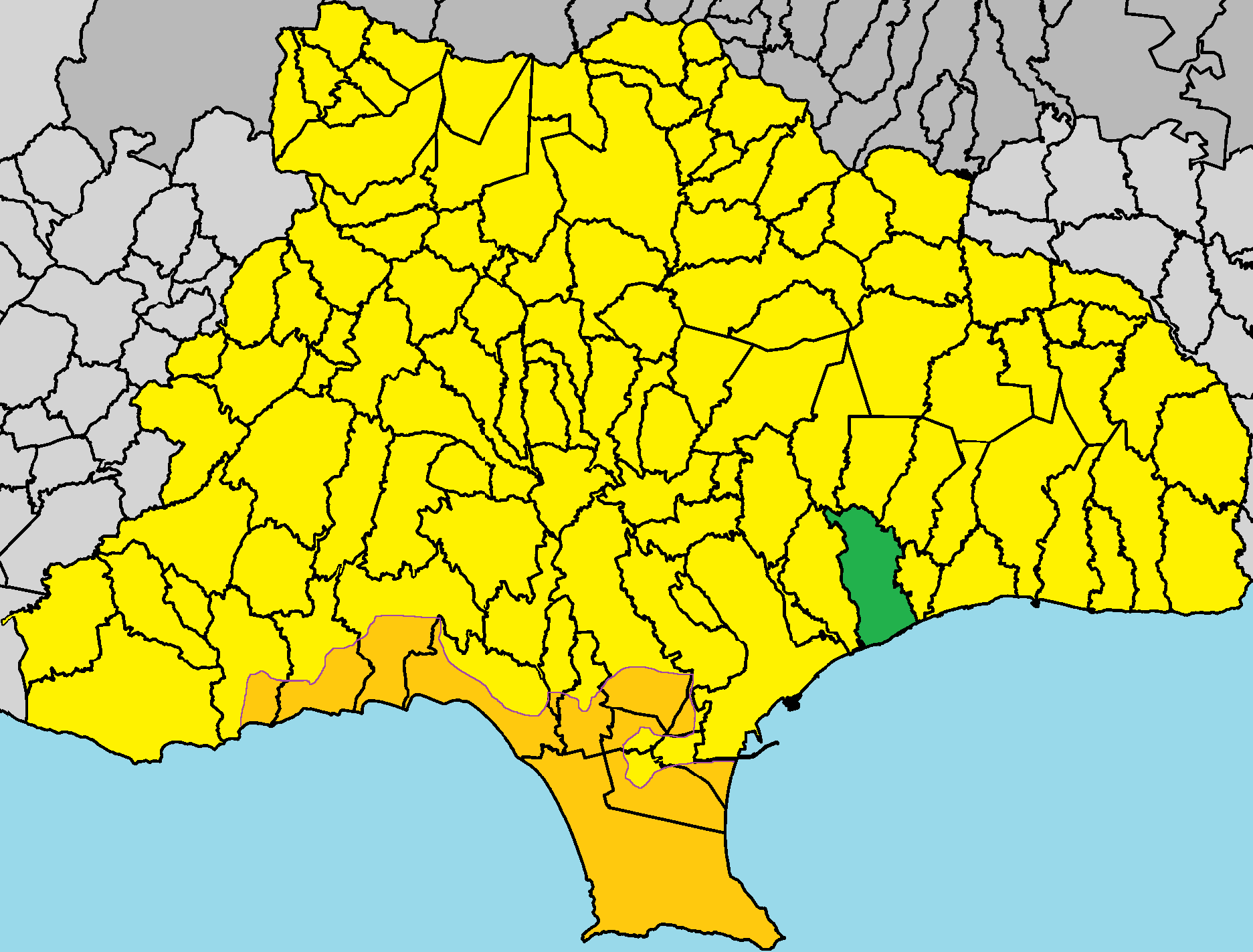
Lage im Bezirk Limassol

Germasogia liegt im Süden der Mittelmeerinsel Zypern, östlich von Limassol. Die etwa 16 Quadratkilometer große Stadt grenzt im Westen an die Stadt Agios Athanasios, im Norden an Akrounda und Mathikoloni, im Nordosten an Finikaria und im Osten an Mouttagiaka. Der südliche Teil seines Verwaltungsgebiets ist Küstengebiet.

### Stadtgliederung
Germasogia wird in die zwei Stadtteile Potamos und Agia Paraskevi unterteilt.

## Geschichte
In der Gegend von Germasogia wurden viele prähistorische Gräber ausgegraben. Es wurden jedoch keine Siedlungsspuren gefunden, dadurch ist nicht bekannt, wann es erstmals besiedelt wurde. Ursprünglich wurde Germasogia als Dorf in dem Gebiet gegründet, das heute den Stadtteil Agia Paraskevi umfasst. Laut Louis de Mas Latrie war Germasogia zur Zeit der fränkischen Besetzung eines der Dörfer der Großkommandantur der Templerorden. Heute ist der Stadtteil Agia Paraskevi das historische Zentrum der Gemeinde.
Der andere Stadtteil der Gemeinde Germasogia ist der am Meer gelegene Teil Potamos. Von 1960 bis 1974 erlebte dieses Gebiet eine reibungslose Entwicklung. Die ersten Häuser, einige Mehrfamilienhäuser und zwei Hotels wurden gebaut. Die türkische Invasion von 1974, die zur Besetzung von 40 % Zyperns durch die türkische Armee und zur Vertreibung tausender Zyprioten führte, führte jedoch zu einer raschen Wohn- und Tourismusentwicklung. Diese Entwicklung begann an der Küstenfront und setzte sich weiter nach Norden fort. Seit den 1990er Jahren ist Germasogia ein Touristenzentrum mit Dutzenden von Hoteleinheiten und touristischen Unternehmen für Unterhaltung und Freizeit. 1994 wurde Germasogia nach einem Referendum im November 1993 zur Gemeinde erklärt.

## Politik

### Bürgermeister
Die Bürgermeister von Germasogia waren:
- Panikos Lourouziatis (1994–2006)
- Andreas Gavrielidis (2007–2016)
- Kyriakos Xidias (ab 2017)

### Gemeindepartnerschaften
Die Gemeinde Germasogia hat Partnerschaften mit:
- Stari Grad (Belgrad) (Serbien)
- Dion-Olymbos (Griechenland)

## Kultur und Sehenswürdigkeiten
- Die Kirche Agia Paraskevi war ursprünglich eine kleine Kirche, die abgerissen wurde. An ihrer Stelle wurde 1898 mit dem Bau der bestehenden Kirche begonnen. Sie wurde 1904 fertiggestellt.[11]
- Der Germasogia-Stausee ist ein künstlicher Stausee in den Gemeinden Akrounda, Finikaria und ein Stück auch in Germasogia.[12]